# Daumants Dreiškens
Daumants Dreiškens (Gulbene, Lett SzSzK, Szovjetunió, 1984. március 28. –) olimpiai bajnok lett bobos.

## Élete
2003-tól kezdett el a bobbal foglalkozni, első nemzetközi megmérettetése 2005-ben volt. Tagja Lettország 2006-os torinói és 2010-es vancouveri olimpiai csapatának. Torinóban a férfi kettes döntőjében a 6., a férfi négyesével pedig a 10. helyen ért célba; Vancouverben már csak a férfi kettes számában indult, ahol – Edgars Maskalānsszal – a 8. helyet szerezte meg. A 2014-es szocsi téli olimpia férfi négyes bobversenyében – az Oskars Melbārdis, Arvis Vilkaste, Jānis Strenga összeállítású csapat tagjaként másodikként végzett. A férfi kettes bobosok olimpiai döntőjében – társával, Oskars Melbārdisszal – az ötödik helyen ért célba. 2017 novemberében az előttük végző orosz versenyzők kizárása miatt négyesben aranyérmet, kettesben bronzérmet kapott.
2008-ban, az olaszországi Cesana Pariolben rendezett Európa-bajnokságon az első, míg a 2009-es Lake Placid-i világbajnokságon a harmadik helyen végzett (mindkét alkalommal a férfi négyesek versenyszámában).